# Камнева, Анна Ивановна
Анна Ивановна Камнева (2 ноября 1906, Москва — 3 января 2002, Москва) — советский учёный, доктор химических наук. Заслуженный деятель науки и техники РСФСР (1978).

## Биография
Окончила химический факультет 2-го МГУ (МИТХТ) (1930) и аспирантуру (1935), в 1930—1932 гг. работала старшим химиком на Сталиногорском азотно-туковом комбинате (Новомосковский химкомбинат).
С 1935 г. вела научно-педагогическую деятельность в Московского химико-технологического института им. Д. И. Менделеева на кафедре пирогенных процессов (с 1937 доцент).
В 1937—1939 — декан технологического факультета Московского химико-технологического института им. Д. И. Менделеева.
C 1941 по 1989 г. на кафедре химической технологии топлива.
Кандидат (1937), доктор (1960) химических наук. Тема докторской диссертации — «О химизме реакций, ведущих к смолообразованию при автоокислении углеводородов в жидкой фазе». Профессор (1962).
С 1963 г. четыре созыва избиралась депутатом Моссовета.
Умерла в 2002 г. на 96-м году жизни.

## Награды
- орден «Знак Почёта»,
- медали:

- «За доблестный труд в Великой Отечественной войне 1941—1945 гг.»,
- «За трудовую доблесть»,
- «В память 800-летия Москвы».

## Сочинения
- Теоретические основы химической технологии горючих ископаемых : [Учеб. для вузов по спец. «Хим. технология топлива и углерод. материалов»] / А. И. Камнева, В. В. Платонов. — М. : Химия, 1990. — 287 с. : ил.; 22 см; ISBN 5-7245-0506-1 (В пер.) :
- Химия горючих ископаемых [Текст] : [Учеб. пособие для хим.-технол. специальностей вузов]. — Москва : Химия, 1974. — 271 с. : ил.; 22 см.
- Теоретические основы химической технологии горючих ископаемых : [Учеб. для вузов по спец. «Хим. технология топлива и углерод. материалов»] / А. И. Камнева, В. В. Платонов. — М. : Химия, 1990. — 287 с. : ил.; 22 см; ISBN 5-7245-0506-1 (В пер.) :
- Конспект лекций по курсу «Химия горючих ископаемых» [Текст] / М-во высш. и сред. спец. образования СССР. Моск. хим.-технол. ин-т им. Д. И. Менделеева. — Москва : [б. и.], 1969. — 114 с. : черт.; 20 см.
- Лабораторный практикум по химии топлива [Текст] / А. И. Камнева, Ю. Г. Королев ; М-во высш. и сред. спец. образования СССР. Моск. ордена Ленина хим.-технол. ин-т им. Д. И. Менделеева. — Москва : [б. и.], 1968. — 122 с. : ил.; 20 см.